# Zespół przyległych genów BOR-zespół Duane’a-wodogłowie
Zespół przyległych genów BOR-zespół Duane’a-wodogłowie (ang. BOR-Duane hydrocephalus contiguous gene syndrome; OMIM #600257) – rzadki zespół wad wrodzonych charakteryzujący się zespołem mikrodelecji w obrębie sąsiadujących genów odpowiadających za zespół BOR, zespół Duane’a, autosomalną dominującą postać wodogłowia i aplazję (lub dysplazję) mięśnia czworobocznego. Mutacją wywołującą ten zespół jest delecja de novo obejmująca fragment chromosomu 8 (8q12.2-q21.2). Na objawy zespołu składają się objawy wszystkich jego składowych (nasilone w różnym stopniu). Zespół wyodrębniony został po raz pierwszy przez C. Vincenta w 1994 roku.